# Nikola Perlić
Nikola Perlić, né le 4 février 1912 à Slavonski Brod (en Autriche-Hongrie, aujourd'hui en Croatie) et mort le 19 janvier 1986 à Borovo, est un joueur et entraîneur de football croate et international yougoslave.

## Carrière
Milieu offensif ou ailier, doté d'une lourde frappe de balle, Perlic se fait remarquer pour son football simple et efficace, et sa combativité. Il débute au ŠK Proleter, son club local, puis rejoint le NK Marsonia où il commence sa carrière de footballeur entre 1927 et 1933. Il rejoint alors Belgrade et le SK Jugoslavija, l'un des principaux clubs de Servie. En septembre 1936, il est convoqué pour la première fois en équipe de Yougoslavie. Un an plus tard, il quitte la Yougoslavie pour le SC fivois en championnat de France, passé au professionnalisme. Il revient après une saison au SK Jugoslavija et retrouve la sélection nationale. Il compte finalement huit sélections, la dernière en novembre 1939, pour trois buts. Il est notamment l'auteur du but de la victoire contre l'Angleterre lors de l'inauguration du BSK Stadion en mai 1939.
En août 1940, il repart en Croatie, au ŠK Bata Borovo (en) près de Vukovar. En 1941, la Seconde Guerre mondiale interrompt les compétitions. Perlić est emprisonné deux fois pour des faits de résistance. À la fin des combats, il porte de nouveau les couleurs du club de Borovo, renommé Slaven Borovo. Il ne prend sa retraite sportive qu'en 1953, à 41 ans. Il devient alors tailleur.